# Protu-Njemačka
Protu-Njemačka, anti-Njemačka ili protunjemstvo (njem. Antideutsche) je pojam koji je proizašao iz različitih krugova radikalnih antifašističkih ljevičarskih pokreta. Smatra se da je ideja prema kojoj realizirano njemstvo neizbježno vodi u fašizam sazrela 1970.-ih godina u ekstremnoljevičarskoj organizaciji Kommunisticher Bund, a pod utjecajem struktura Njemačke Demokratske Republike, koje su težnju za nacionalnim jedinstvom njemačkog naroda sagledavali kao ozbiljnu prijetnju opstanku svoje komunističke države.
Politički stav protunijemaca o njemstvu nalikuje u stanovitoj mjeri na ono što se u hrvatskoj naziva antihrvatstvom. 
Protunjemačke skupine zastupaju uvjerenje da se bore protiv njemačkog nacionalizma, koji je bilo ojačan nakon ponovnog ujedinjenja. Anti-Nijemci su i unutar radikalne ljevice predmet intenzivnih polemika. 
Zbog raznolikosti anti-njemačkog spektra ne može se govoriti o "anti-njemačkim strujama" kao o jedinstvenom političkom bloku. Glavnim konsenzusom anti-njemačkih misli svih skupina može se smatrati "bezuvjetna solidarnost s politikom Izraela i židovskog naroda". 
Tijekom velikosrpske agresije na Hrvatsku i na Bosnu i Hercegovinu u prvoj polovini 1990.-ih godina antinjemačke organizacije nisu prosvjedovale protiv agresije, jer je Jugoslavija za ljevicu predstavljala ideal ostvarene socijalističke države. 
Antinjemački pokret se - kao i većina njemačke ljevice - zalagao protiv intervencije NATO-a protiv Srbije početkom 1999. Anti-Nijemci ga ocjenjuju kao ponavljanje događaja iz Drugog svjetskog rata, u kojem je "Jugoslavija postala žrtva njemačke agresije". Iz tog razloga se taj pokret zalagao za bezuvjetnu solidarnost s režimom Slobodana Miloševića.
Mnogi drugi ljevičarski pacifistički pokreti su kritizirali i postupke srpske strane protiv Albanaca tijekom Rata na Kosovu. To je dovelo do raskola između tzv. anti-njemačkih i anti-nacionalnih pokreta.

### Kapitalizam
Iako se anti-njemački pokret da prepoznati kao protivnik kapitalizma, a njegove se pristaše smatraju sljedbenicima komunizma, oni kritiziraju i neke oblike anti-kapitalizma. Tako su posebice protiv procesa globalizacije.

## Vanjske poveznice
- Patrick Hagen: Die Antideutschen und die Debatte über Israel(njem.)
- M. Mohr/S. Haunss: Die Autonomen und die anti-deutsche Frage oder: »Deutschland muss …« (pdf) (njem.)
- Thomas Gehrig: Der Freiburger Materialismus. Eine Auseinandersetzung mit der Kritik der IsF am Arbeiterbewegungs-Marxismus(njem.)
- Who are the Anti-Germans?  Arhivirana inačica izvorne stranice od 23. srpnja 2011. (Wayback Machine), Interview with Joachim Bruhn, svibanj 2007 (engl.)